# Der Mond
Der Mond (títol original en alemany, en català La lluna) és una obra dramaticomusical en un acte composta  per Carl Orff sobre un llibret en alemany del mateix compositor, basat en Der Mond de Jacob Grimm, Wilhelm Grimm i germans Grimm. Es va estrenar el 5 de febrer de 1939 al Teatre Nacional de Múnic de Múnic, dirigida per Clemens Krauss.
La interpretació dura al voltant d'una hora i normalment s'aparella amb una altra òpera d'Orff, Die Kluge.